# Jan Gancarski
Jan Gancarski (ur. 21 lutego 1956 we Frysztaku) – polski archeolog, absolwent UJ. Pracował w Muzeum Archeologicznym w Krakowie, Muzeum Regionalnym w Jaśle oraz Muzeum Historycznym – Pałac w Dukli. Od 1998 pełni funkcję dyrektora Muzeum Podkarpackiego w Krośnie.
Jest badaczem pradziejów i wczesnego średniowiecza na obszarze Karpat polskich. Od trzeciego roku studiów prowadził systematyczne badania powierzchniowe w dorzeczu Wisłoki, odkrywając bogate osadnictwo prehistoryczne. Przeprowadził szereg badań sondażowych na stanowiskach z różnych okresów pradziejów. Odkrywca i badacz osad kultury pucharów lejkowatych i kurhanów kultury ceramiki sznurowej oraz osadnictwa kultury Otomani-Füzesabony w Karpatach polskich, w tym osad obronnych z początku epoki brązu i wczesnego średniowiecza na grodzisku „Wały Królewskie” w Trzcinicy, gm. Jasło. Główny twórca projektu Skansen Archeologiczny Karpacka Troja w Trzcinicy – atrakcją turystyczną regionu, dla którego Komitet Mechanizmu Finansowego EOG przyznał dofinansowanie. Współautor badań wykopaliskowych na krośnieńskim Rynku, w trakcie których odkryto średniowieczne budowle municypalne.
Organizator cyklu międzynarodowych konferencji naukowych o badaniach archeologicznych w Karpatach oraz licznych wystaw muzealnych o różnorodnej tematyce. Autor lub współautor ponad 50 publikacji o tematyce archeologicznej, m.in. Krosno – Parva Cracovia, Trzcinica – Karpacka Troja. Redaktor wielu publikacji muzealnych, w tym wydawnictwa W Kręgu światła lampy naftowej nagrodzonego Sybillą 2002 oraz ośmiu tomów materiałów z konferencji archeologicznych o pradziejach Karpat polskich.
Od 1994 założyciel i prezes Podkarpackiego Towarzystwa Historycznego. Redaktor siedmiu tomów periodyku PTH – Dzieje Podkarpacia. Organizator naukowych konferencji historycznych oraz sesji związanych z propagowaniem tradycji niepodległościowych i ochroną zabytków.
Był członkiem Rady ds. Muzeów przy Ministrze Kultury i Dziedzictwa Narodowego. Członek Stowarzyszenia Naukowego Archeologów Polskich Oddział w Rzeszowie. Nagradzany za działalność kulturalną przez Zarząd Województwa Podkarpackiego i Prezydenta Miasta Krosna. Honorowy Obywatel Gminy Jasło.

## Odznaczenia i wyróżnienia
- Brązowy Medal „Zasłużony Kulturze Gloria Artis” (2011)[10]
- Srebrny Medal „Zasłużony Kulturze Gloria Artis” (2019)[10]